# Daniel Francis (Schauspieler)
Daniel Francis ist ein englischer Schauspieler.

## Leben
Francis wuchs bei seiner Mutter in einer Sozialsiedlung in Battersea im Süden Londons auf. Als Kind war er eher schüchtern, doch dann entdeckte er die Schauspielerei bei Pyramid Youth in Clapham. Mit 17 Jahren bekam Francis unter der Anleitung des Theaterregisseurs Sacha Wares eine Rolle in der Rolle des Bintou am Arcola Theatre. Anschließend absolvierte er eine Ausbildung an der London Academy of Music and Dramatic Art.
2003 war Francis in einer Folge der Fernsehserie EastEnders erstmals im Fernsehen zu sehen. 2012 folgte sein Spielfilmdebüt in dem Film Fast Girls. In der Fernsehserie Homefront hatte er 2012 erstmals eine wiederkehrende Rolle. Francis war 2017 bis 2018 in der Fernsehserie Once Upon a Time – Es war einmal … zu sehen.

## Filmografie
- 2003: EastEnders (Fernsehserie, Folge 1x2622)
- 2003: Trail of Guilt (Fernsehserie, Folge 4x03)
- 2010: Law & Order: UK (Fernsehserie, Folge 3x01)
- 2012: Eternal Law (Fernsehserie, Folge 1x05)
- 2012: Fast Girls
- 2012: Homefront (Fernsehserie, 6 Folgen)
- 2013: Holby City (Fernsehserie, Folge 16x05)
- 2017–2018: Once Upon a Time – Es war einmal … (Once Upon a Time, Fernsehserie, 8 Folgen)
- 2020: Small Axe (Miniserie, Folge 1x05 Education)
- 2021: Wer einmal lügt (Stay Close, Miniserie, 8 Folgen)
- 2023: Liaison (Fernsehserie, 6 Folgen)
- 2023: Das Rad der Zeit (The Wheel of Time, Fernsehserie, 2 Folgen)
- seit 2024: Bridgerton (Fernsehserie)
- 2024: Don’t Move